# 사이슌의료센터마에역
사이슌의료센터마에역(일본어: 再春医療センター前駅)은 일본 구마모토현 고시시에 위치한 구마모토 전기 철도 기쿠치 선의 철도역이다. 역 번호는 KD 18이며, 단선 승강장 1면 1선의 구조를 갖춘 지상역이다.

## 이용 현황
| 승차 인원 추이 | 승차 인원 추이      | 승차 인원 추이      |
| 연도           | 하루 평균 승차 인원 | 하루 평균 하차 인원 |
| -------------- | ------------------- | ------------------- |
| 2012           |                     | 191                 |
| 2013           |                     | 207                 |
| 2014           | 87                  | 216                 |
| 2015           |                     | 197                 |
| 2016           |                     | 244                 |
| 2017           |                     | 152                 |
| 2018           |                     | 125                 |

## 역 주변
- 국도 제387호선
- 구마모토 사이슌 의료 센터
- 구마모토 고등 전문학교 구마모토 캠퍼스

## 역사
- 1965년 10월 16일 : 사이슌소마에역으로서 개업.
- 2015년 4월 1일 : 교통계 IC 카드 '구마모토 지역 진흥 IC 카드'에 대응.
- 2019년 10월 1일 : 구마모토 사이슌소 병원의 구마모토 사이슌 의료센터로의 명칭 변경에 의해, 사이슌의료센터마에역으로 변경. 역 넘버링 도입.

## 인접 역
| 구마모토 전기 철도 기쿠치 선             | 구마모토 전기 철도 기쿠치 선 | 구마모토 전기 철도 기쿠치 선 |
| ---------------------------------------- | ---------------------------- | ---------------------------- |
| KD 17 구마모토코센마에 가미쿠마모토 방면 | ■ 기쿠치 선                  | 미요시 KD 19 미요시 방면     |